# Maʿna (Metropolit)
Maʿna (auch: Maana arabisch منا) war ein Bischof der Kirche des Ostens in Seleukia-Ktesiphon. Er war Groß-Metropolit und Primas, allerdings nur für kurze Zeit im Jahr 420. Wie andere frühe Bischöfe von Seleukia-Ktesiphon wird er in den traditionellen Listen der Patriarchen der Assyrischen Kirche des Ostens aufgeführt.

## Maʿnas Bischofszeit
Die Chronik von Seert berichtet:

„Die Christen mussten einen Nachfolger für Yahballaha  wählen. Maʿna, der Metropolit von Fars, konnte Persisch und Syrisch. Er hatte in Edessa studiert und mehrere Bücher aus dem Syrischen ins Persische übersetzt. Yazdegerd kannte ihn, weil er ihm zusammen mit Yahballaha vorgestellt worden war. Die Christen baten Mirshabur, den Heerführer, sich bei Yazdegerd für die Wahl Maʿnas einzusetzen, und sie boten ihm eine Geldsumme an, um dieses Ziel zu erreichen. Mirshabur half ihnen. Er bat um eine Audienz beim König und sagte zu ihm: ‚Maʿna ist Perser und in der Lage, dir zu dienen. Gestatte, dass er zum Katholikos gewählt wird.‘ Die Christen, die mit diesem Ergebnis zufrieden waren, hofften auf die Wiederherstellung der Kirchen und das Ende der Verfolgung. Aber ihre Hoffnung wurde, wie der Prophet Jesaja sagt, bald zunichte gemacht. Eines Tages, als Maʿna bei Yazdegerd vorstellig wurde, begleitet von mehreren Vätern, sah sie der König mit feurigen Augen an. Sie erkannten, dass er immer noch nach einem Vorwand suchte, um sie zu verfolgen. Und er fand diesen in dem Verhalten des Priesters Hosea, das wir oben berichtet haben. Dann sagte der König: ‚Caesar ist der absolute Herrscher seines Reiches und kann dort tun, was er will. Ich bin auch der Herrscher meines Reiches und werde hier tun, was ich will.‘ Der König wiederholte diese Worte zweimal. Ein Priester von Seleukia namens Narsai antwortete dann im Namen des Katholikos und sagte dem König: ‚Herr, Caesar hat nur die Macht, Steuern und Abgaben in seinem Reich zu fordern und seine Feinde zu töten, aber er hat keine Macht, seine Untertanen zu zwingen, ihre Religion aufzugeben. Es gibt eine große Anzahl von Juden, Heiden und Ketzern in seinem Reich, aber er zwingt sie nicht, ihren Glauben zu ändern.‘ Der König war verärgert über diese Worte und seine Berater riefen aus, dass Narsaï es verdient habe, getötet zu werden, weil er in einem solchen Ton mit dem König gesprochen habe. Der Katholikos sagte dann: ‚Narsaï hat lediglich die Frage des Königs beantwortet und nichts getan, um den Tod zu verdienen.‘ Aber Yazdegerd befahl, den Priester zu enthaupten, wenn er das Christentum nicht verleugne, und befahl auch, dass dem Katholikos seine Gewänder heruntergerissen werden sollen, dass er nach Fars verbannt werde und weder öffentlich noch privat als Katholikos bezeichnet werden durfte. Hosea von Nisibis und Bata von Lashom versuchten, für ihn zu sprechen, aber der König verbot ihnen zu sprechen und ließ sie entfernen. Die Magier arbeiteten fleißig daran, den Priester Narsaï wieder zu ihrer Religion zu bekehren. Aber er blieb unerschütterlich in seinem Glauben und wurde enthauptet. Die Gläubigen begruben ihn in der großen Kirche von Seleukia.
Maʿna kehrte nach Fars zurück. Als Yazdegerd erfuhr, dass er seine Diözese betreute, konnte er dies nicht tolerieren und befahl, ihn ins Gefängnis zu werfen. Er war eine Weile inhaftiert, aber einige Häuptlinge haben ihn befreit. Dann war es ihm verboten, für den Rest seines Lebens und auch nach seinem Tod Katholikos genannt zu werden. Er starb in Fars. Möge er Gott gefallen!“